# Теофіл Волицький
Теофіл Кіпріан Волицький (пол. Teofil Wolicki; 30 жовтня 1768, Дорухув — 1829, Познань) — польський католицький священник, Примас Польщі, єпископ Познані та Влоцлавеком.

## Біографія
Народився 30 жовтня 1768 року в Дорухуві.
Закінчив семінарію у Варшаві та висвятив на священника. Потім вивчав право та теологію у Вільнюській академії та в Римі.
Після повернення до Польщі він працював в Управлінні коронної канцелярії та бібліотеці Станіслава Августа Понятовського під керівництвом єпископа Іоанна Хрестителя Альбертранді.
Став архієпископом Гнєзно 17 травня 1829 року.
Помер 21 грудня 1829 року в Познані.